# 山下銀次
山下 銀次（やました ぎんじ、1994年9月5日 - ）は、日本の俳優。
『舞台「FROGS」×Amuseダンスオーディション』を経てアミューズ内劇団プレステージに所属。2015年に退団。
2017年5月5日からは、橋本汰斗、内海大輔、白水萌生と、ダンスボーカルグループ『FIZZY POP(ナチュラル炭酸)』として活動。

## 人物
- 靴のサイズ 28cm[1]
- 趣味 ファッション[1]
- 特技 ダンス[1]
- 好きな食べ物 海鮮
- 好きなアーティスト 浜崎あゆみ
- 好きな色 黄色、緑、紫

## 出演

### テレビ
- WOWOW 地球ゴージャスプロデュース公演Vol.13「クザリアーナの翼」（2014年5月24日、WOWOW）
- tvk「銀の劇プレ」（2014年10月18日 - 12月27日、tvk / 2015年1月7日 - 3月18日、KBS京都）[4]

### 舞台
- FROGS（2013年5月17日 - 26日、シアターグリーン/7月18日 - 27日、AiiA 2.5 Theater Tokyo、アミューズ） - ピョン吉 役[5]
- FROGS Special公演（2013年7月23日・27日、AiiA 2.5 Theater Tokyo、アミューズ） - アマネ 役[5]
- 劇団プレステージ第6回公演『アウタースペース109』（2013年9月25日 - 10月6日、CBGKシブゲキ!!、アミューズ）
- 地球ゴージャスプロデュース公演vol.13「クザリアーナの翼」（東京公演：2014年1月8日 - 2月20日、赤坂ACTシアター/名古屋公演：2月26日 - 3月1日、愛知県芸術劇場メインホール/福岡公演：3月7日 - 12日、キャナルシティ劇場/
大阪公演：3月18日 - 31日、梅田芸術劇場メインホール、アミューズ)
- 劇団プレステージ第7回公演「ボーンヘッド・ボーンヘッダー」（2014年4月18日 - 29日、CBGKシブゲキ!!、アミューズ)
- 劇団プレステージ第8回公演「ブラックパールが世界を動かす（再演）」（2014年8月20日 - 31日、CBGKシブゲキ!!、アミューズ)
- THE ALUCARD SHOW（2014年11月14日 - 24日、AiiA Theater Tokyo、ALUCARD PROJECT 2014）[6]
- 劇団プレステージ第9回公演「WORLD'S ENDのGIRLFRIEND」（2015年2月8日 - 22日、CBGKシブゲキ!!、アミューズ)
- 劇団プレステージ番外公演「『ゼツボー荘』より愛を込めて ぶち壊す!!!!!」（2015年4月21日 - 29日、千本桜ホール、アミューズ）
- Think Tank Bang's 「The Red Shoes」（2015年8月6日 - 7日、DDD青山クロスシアター）

### イベント
- 「Amuse presents SUPER ハンサム LIVE 2013 (フィルム出演)」（2013年12月26日 - 27日、舞浜アンフィシアター、アミューズ）
- 「Amuse presents SUPER ハンサム LIVE 2014」（2014年12月26日 - 28日、パシフィコ横浜 国立大ホール、アミューズ）[7]
- 地球ゴージャス 20th Anniversary Gala Concert（2015年3月29日、舞浜アンフィシアター、アミューズ）[8]
- Green Peace Vol.6（2015年6月7日、シアター1010）
- クルージングパーティー（2015年7月11日、横浜みなとみらい）
- Kaori Dance Studio-第2回発表会-（2015年7月26日、渋谷HARLEM）

### インターネット
- ストラボ東京「地球ゴージャス」宣伝隊（2013年9月12日、STOLABO TOKYO USTREAMチャンネル）[9]
- ストラボ東京「居酒屋×庄汰」（2013年10月18日、STOLABO TOKYO USTREAMチャンネル）[9]
- ストラボ東京「シタッパーズ宣伝隊」（2013年9月27日・10月22日、STOLABO TOKYO USTREAMチャンネル）[9]
- SHITAPPAR2 ストラボ 地球ゴージャス宣伝隊「SHITAPPAR2」（2013年8月21日 - 2014年3月30日、STOLABO TOKYO USTREAMチャンネル）[9]

## 作品

### CD
- 予習＋復習サウンドトラック2013「LAUGH & PEACE」（2013年12月3日、アミューズ）
- 予習＋復習サウンドトラック2014「EVER LASTING STORY」（2014年12月3日、アミューズ）

### DVD
- DVD「FROGS」（2013年11月15日、アミューズ）
- DVD「ブラックパールが世界を動かす（再演）」（2014年11月14日、アミューズ）
- DVD「地球ゴージャスプロデュース公演vol.13 クザリアーナの翼」（2014年12月4日、アミューズ）
- DVD「THE ALUCARD SHOW」（2015年、アミューズ）
- DVD「WORLD'S ENDのGIRLFRIEND」（2015年、アミューズ）